# Calytrix drummondii
Calytrix drummondii là một loài thực vật có hoa trong Họ Đào kim nương. Loài này được (Meisn.) Craven mô tả khoa học đầu tiên năm 1987.